# 教皇御輿

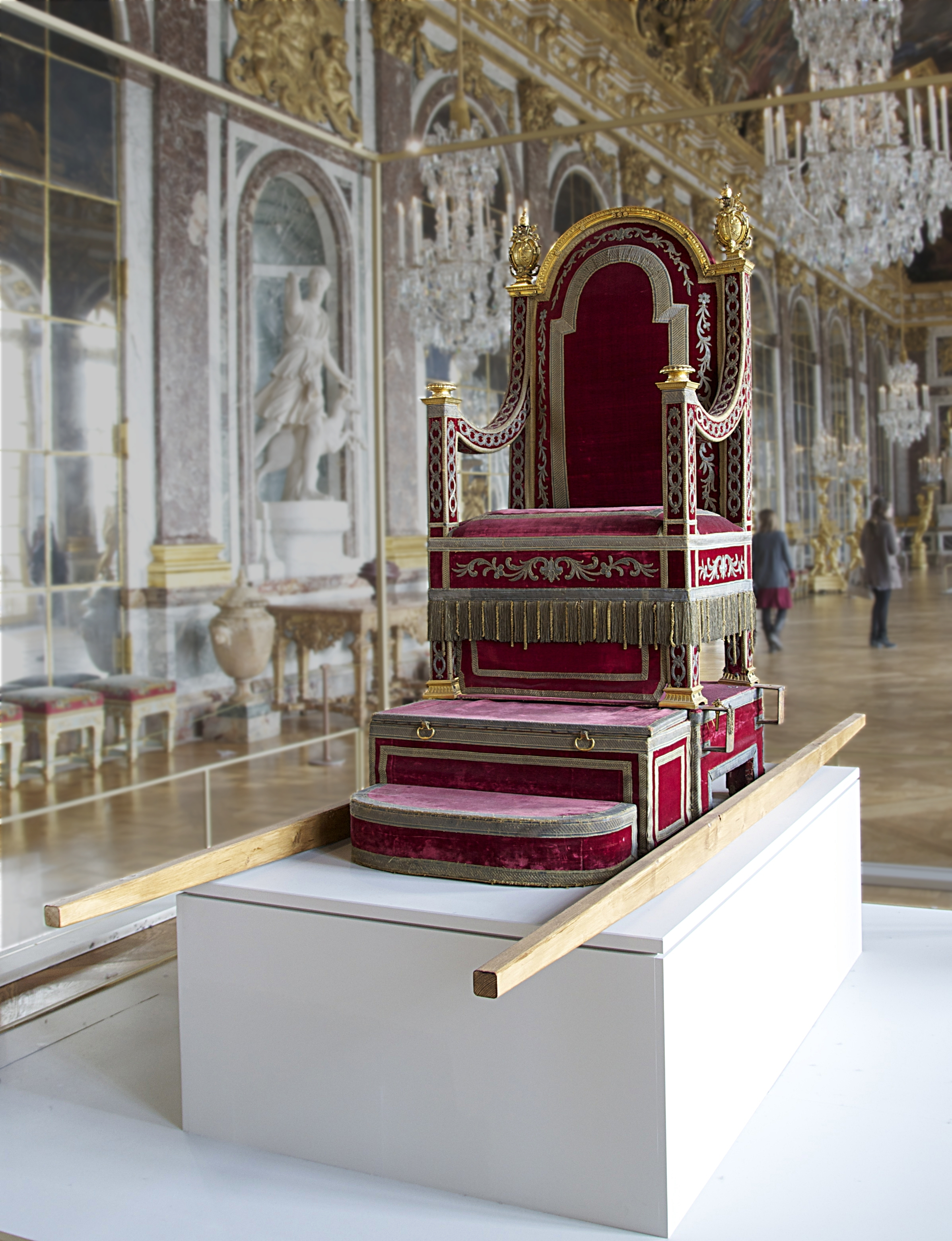
ヴェルサイユ宮殿に展示されたピウス7世の教皇御輿。

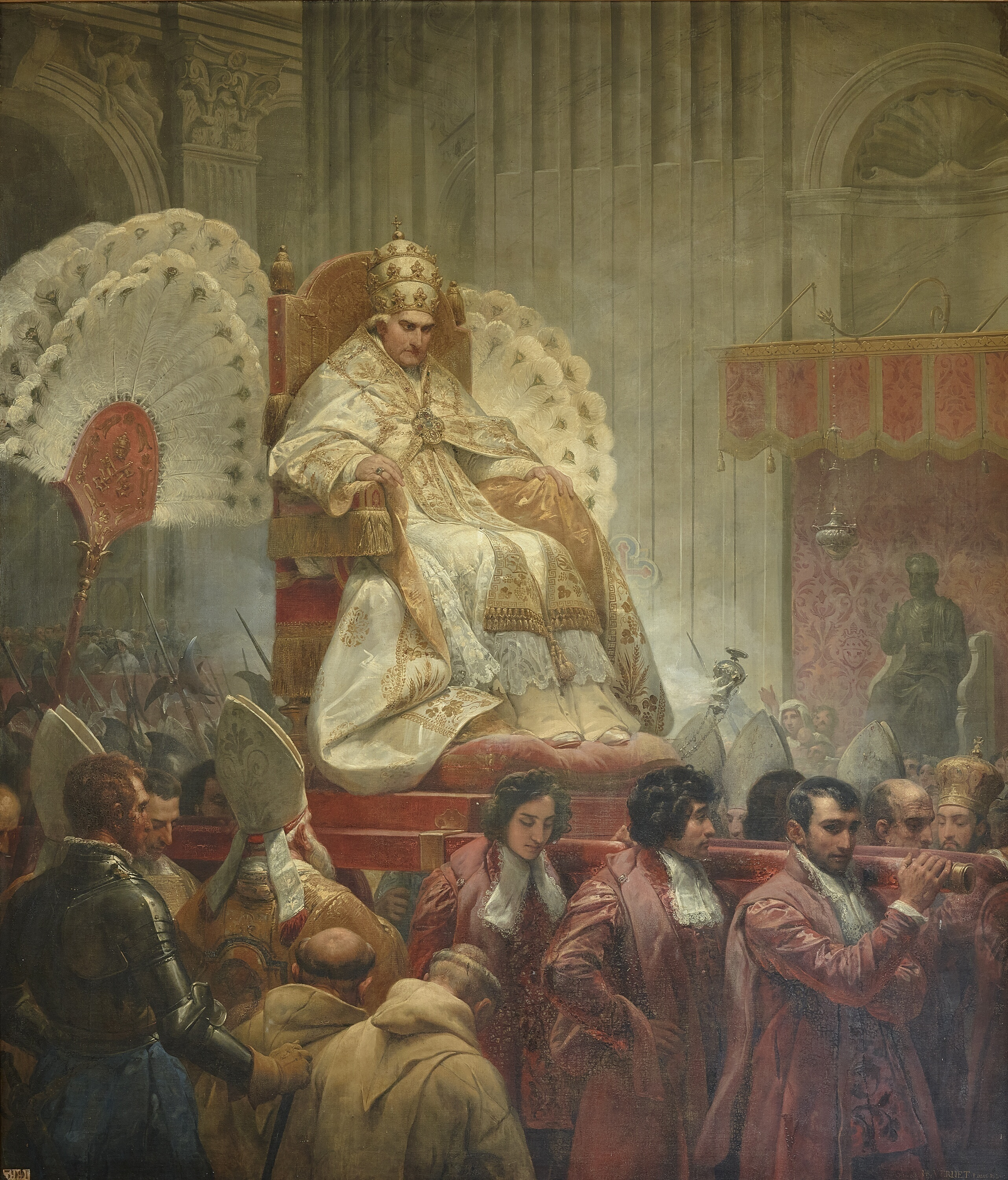
教皇御輿で運ばれるピウス8世。2本の白い聖扇が後方に従っている。

教皇御輿（きょうこうみこし、伊: sedia gestatoria, 英: gestatorial chair）は、教皇が乗る移動式玉座。1978年まで使われた。これには豪華に装飾され絹を張られたアームチェアが乗っており、それを固定した足台 (suppedaneum) の両脇に金メッキされた 2 つの輪が付いている。その輪に長い棒を通し、赤い制服を着た 12 人の担ぎ人 (palafrenieri) が棒を肩に担いで玉座を運ぶ。
教皇御輿は、入念に作られた輿の一種であり、ダチョウの白羽で作られた2本の大きな扇（flabellum、聖扇） —かつての典礼の名残— がその両側に従う。
教皇御輿は主に、ラテラン大聖堂およびサン・ピエトロ大聖堂で行なわれる儀式へ教皇が入退場する際に使われた。この椅子はほとんど1千年近くもの間、教皇の儀式の一部として使われていた。その起源はビザンチンの皇帝が同じような様式で担がれていたことに遡るとしばしば考えられたきたが、さらにはるか昔からこの椅子が使われていたことは多くの史料が示すところであり、おそらくは古代ローマ帝国の指導者が行なった儀式に由来するものかもしれない。
この玉座は、新しい教皇の戴冠式で特に使われ、また一般にサンピエトロ大聖堂や公の集会へ教皇が重々しく入場する度に使われた。前者の戴冠式の場合、新しく選ばれた教皇が教皇御輿に座り、その前で三束の糸を燃やし、儀式の進行者が「パーテル・サンクテ、シク・トランジト・グローリア・ムンディ」（聖なる父よ、かくの如く世界の栄光は過ぎ去りぬ）と唱える。新しく選ばれた教皇、またかつて国によっては司教をその教会へ担いでゆく習慣は、そのいくつかについては非常に昔から行なわれていたものであり、ローマで新しく選ばれた執政官が大官椅子に乗って市内を運ばれていったことに比すことができるかもしれない。
パヴィーアの司教エンノディウスが記した「Apologia pro Synodo」と「Gestatoriam sellam apostolicae confessionis」が仄めかすところでは、当時まだ聖ペテロの椅子がサンピエトロ寺院の内陣に保管されていた。これは移動可能な木製の肘掛椅子であり、象牙で象眼され、両側に2つの鉄環がついていた。
教皇御輿は（おそらく16世紀初めには）教皇の戴冠式などで毎回使われていたが、それ以前にも様々な儀式で使われていた。例えばナポリ王国やその他の封臣から年毎の貢物を受け取るとき、あるいは少なくとも15世紀以降、教皇が聖体を信者たちへ運ぶときに使われ、後者の場合は玉座の前に机がしつらえられた。ピウス10世は1905年にローマで開かれた聖体大会でこれを用いたことがある。
ヨハネ・パウロ1世は、教皇冠をはじめとした教皇の権威を象徴する品々と共に教皇御輿を使うことに当初反対していた。しかし教皇庁の職員から、教皇の姿を観衆へ見せるため必要なものだと結局は説得された。ヨハネ・パウロ2世はその使用をきっぱり断わった。ベネディクト16世も使ったことはない。1981年にヨハネ・パウロ2世が狙撃されてからは、一般謁見を受けるときなどは、防弾ガラスなど安全対策の施された自動車「パパモビル」の使用が慣行となった。実用性と防犯性の要請から、パパモビルが教皇御輿に置き換わった。
リスボン大聖堂博物館には、教皇御輿のひとつが一対の聖扇と共に展示されている。リスボンの総大司教がこの御輿を使うことは、ジョアン5世が努力の末大きな犠牲を払って教皇から認められた多くの栄典のうちの一つと考えられている。